# Rakvere linnastaadion
Het Rakvere linnastaadion is een multifunctioneel stadion in Rakvere, een plaats in Estland. 
Het stadion wordt vooral gebruikt voor voetbalwedstrijden, de voetbalclub Rakvere JK Tarvas maakt gebruik van dit stadion. In het stadion is plaats voor 2.500 toeschouwers. Het stadion werd geopend in 1930 en gerenoveerd in 2004.
Het stadion werd ook gebruikt voor het Europees kampioenschap voetbal mannen onder 19 van 2012. Dat toernooi werd gespeeld in Estland en er werden drie groepswedstrijden gespeeld.